# Oberwarnsbach
Oberwarnsbach ist ein Ortsteil von Morsbach im Oberbergischen Kreis im südlichen Nordrhein-Westfalen innerhalb des Regierungsbezirks Köln.

## Lage und Beschreibung
In ländlicher, waldreicher Umgebung liegt Oberwarnsbach am südlichsten Zipfel des Oberbergischen Kreises. Die Städte Gummersbach (38 km), Siegen (35 km) sowie Köln (75 km) sind zeitnah mit dem Auto erreichbar.
Benachbarte Ortsteile sind Korseifen im Norden, Kappenstein im Osten, Birzel im Südosten, Seifen im Süden und Birken im Westen. 

## Geschichte

### Erstnennung
1144 wurde der Ort das erste Mal urkundlich erwähnt, und zwar „Besitz des Reichsklosters Vilich (Lokalisierung unsicher).“ 
Dieses gilt auch für Niederwarnsbach.
Die Schreibweise der Erstnennung war Waneblach.

## Freizeit

### Vereinswesen
- Dorfgemeinschaft Oberwarnsbach